# Stroudia laikipia
Stroudia laikipia  (лат.) — вид одиночных ос (Eumeninae).

## Распространение
Африка: Кения (Laikipia Distr.).

## Описание
Длина осы 7-8 мм.  Название вида дано имени по провинции, в которой он впервые найден. Взрослые самки охотятся на гусениц для откладывания в них яиц и в которых в будущим появится личинка осы.